# Abeomelomys sevia
Genre
Espèce
Synonymes
- Melomys sevia Tate & Archbold, 1935
- Pogonomelomys sevia Tate & Archbold, 1935

Statut de conservation UICN

 LC  : Préoccupation mineure
Abeomelomys sevia, unique représentant du genre Abeomelomys, est une espèce de rongeurs de la sous-famille des Murinés.

## Répartition
Cette espèce est endémique de Nouvelle-Guinée. Son aire de répartition se décompose en trois zones, la principale dans les régions montagneuses du centre du pays, une autre dans la péninsule Huon et une dernière, plus petite, dans l'est du pays. Elle est présente entre 1 400 et 3 100 m d'altitude.

## Référence
- Tate & Archbold, 1935 : Results of the Archbold Expeditions. No. 3. Twelve apparently new forms of Muridae (other than Rattus) from the Indo-Australian region. American Museum Novitates, n. 803, p. 1-9 (texte original).
- Menzies, 1990 : A systematic revision of Pogonomelomys (Rodentia: Muridae) of New Guinea. Science in New Guinea, vol. 16, n. 3, p. 118–137.